# Imatge interactiva
La generació digital d'imatges és, en l'actualitat, un component essencial dins del món de la imatge en moviment. Un altre component essencial és el d'un sistema interactiu total: un sistema on les imatges estàn unides per una resposta activa a les ordres i directrius d'un operador humà. Aquestes imatges interactives van ser possibles gràcies a la tecnologia del disc làser desenvolupat per la companyia elèctrica Philips.
El disc làser òptic emmagatzema la informació que conté cada imatge de manera digital. En un disc normal es poden emmagatzemar uns 54.000 fotogrames que, gravats o passats consecutivament, oferirien un temps total de funcionament d'uns trenta minuts per cada cantó del disc. Ara bé, el disc també pot produir imatges fixes, marxa lenta, cerca ràpida, i, el més important, l'accés selectiu a les imatges. L'aparell pels discos pot, tan sols amb un petit retard, localitzar la posició d'un fotograma particular i conduir el làser en aquella direcció.

Imatge de PacMan, un videojoc generat per ordinador.

Aquesta facilitat d'accés selectiu fa que els discos làser siguin particularment idonis per a l'ensenyament, la publicitat i les promocions en els punts de venta. Les màquines de vídeo són una altra de les aplicacions. Si aquesta facilitat es combina amb un ordinador, una imatge del disc elabora una pregunta al usuari i llavors l'accés particular a les imatges depèn de les respostes. Aquestes respostes es poden efectuar en un teclat o amb una pantalla sensible al tacte, també es poden emetre a través del comandament o d'una altra manera.
Una altra aplicació experimental d'aquest potencial és el "mapa" visual d'Aspen, produït a la MIT a finals dels anys setanta. Les imatges del disc mostraven la vista a través del parabrises d'un cotxe; a cada encreuament la pantalla demanava a l'usuari que l'hi indiqués l'esquerra, la dreta o recte i llavors es produïa la seqüència correcte. També es va aplicar en els videojocs, que van començar l'any 1972 amb el Pong d'Atari. Tot i que l'animació, generada per un ordinador, no era de molta qualitat i tenia una interactivitat limitada, jocs com aquests i els posteriors Space Invaders (1978) i PacMan (1981) van ser molt populars i per tant, van produir grans guanys.
Durant els anys vuitanta, tant la generació digital i la tecnologia del disc han continuat millorant els jocs. Cap a l'any 1987 es va produir un nou canvi: A partir del disc làser, Phillips havia desenvolupat la tecnologia del compact disc aplicada a la reproducció del so digital. El vídeo CD va ser el pas següent, i el CD interactiu o CD-I el va seguir. Aquest últim, tan sols requeria afegir-hi a un simple ordinador un aparell de vídeo, així com un programa adient, que ja estaven a l'abast dels usuaris.
El CD-I està restringit per la capacitat d'emmagatzematge del disc. Una pantalla i un ordinador personal podrien estar units a un sistema interactiu per una xarxa de cable de fibra òptica, que recolzat per un súper ordinador, podria fer que molts aparells o participants l'utilitzessin simultàniament, Gary Demons deia estar segur que es crearien simulacions domèstiques:
| « | Les simulacions en temps real estarien alimentades directament des d'un superordinador […] disponible a base de subscripcions. D'aquesta manera tan sols s'hauria de buscar l'emissora i es podria […] formar part d'una pel·lícula, controlar les coses, crear una pel·lícula que ningú més podria visualitzar. El valor d'entreteniment dels personatges interactius seria increïble [...]. | » |

## Els Disc i la Tecnologia Digital

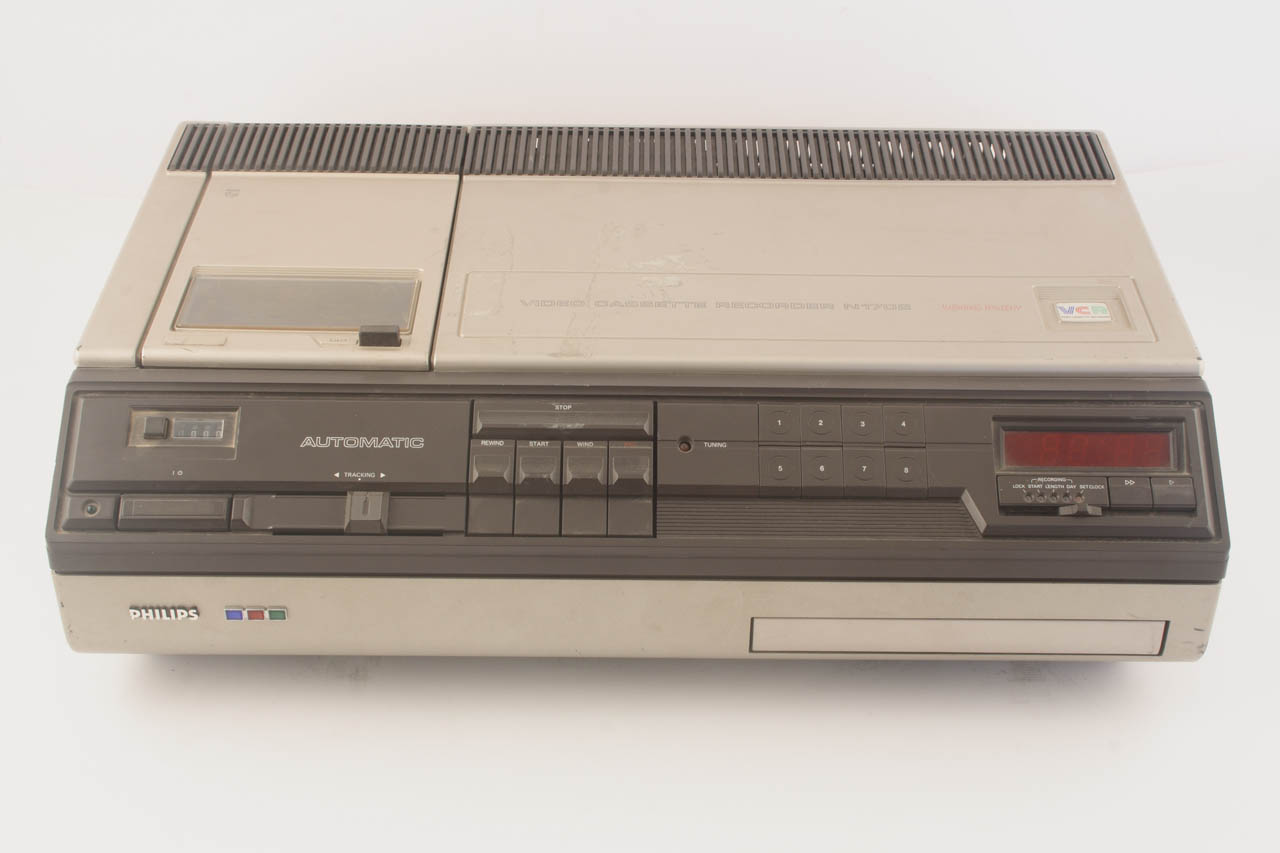
Holo Tape Selecta Vision, aparell llançat per l'empresa tecnològica RCA.

El setembre de l'any 1927, John Logie Baird va presentar una primitiva manera d'emmagatzemar imatges en un disc: un sistema anomenat Phonovision. Aquest sistema, comercialitzat l'any 1935, sense gaire èxit, gravava la informació de les imatges d'una televisió de 30 línies, així com el so en uns discos de cera. A partir d'aquests, s'elaboraven uns discos de gramòfon de 78 rpm que podien durar uns sis minuts. No va ser fins als anys seixanta, després de l'expansió de la cinta de vídeo entre professionals, quan el potencial de vídeo domèstic va estimular la investigació de sistemes d'emmagatzemament d'imatges. A finals de la dècada dels seixanta, la CBS va llençar al mercat l'Electronic Video Recording, que usava pel·lícules de 8mm; i la RCA va treure l'Holo Tape Selecta Vision, en el que un raig làser llegia les imatges hologràfiques d'una pel·lícula transparent.
Tant la CBS com l'RCA tenien la consciència de desenvolupar un equip domèstic de reproducció en el que les imatges poguessin ser perfectament controlades, però els sistemes de cassets destinats a la gravació eren un impediment. Els consumidors veien un gran avantatge en les gravacions pròpies per tant, cap de les dues alternatives es va vendre bé. Quasi una dècada després RCA va llençar un nou model de Selectavisió, en el que les imatges quedaven emmagatzemades en un disc. Però aquests discos, eren fràgils i altra vegada, no van suposar un avantatge significatiu sobre els cassets que ja s'havien ofert anteriorment.

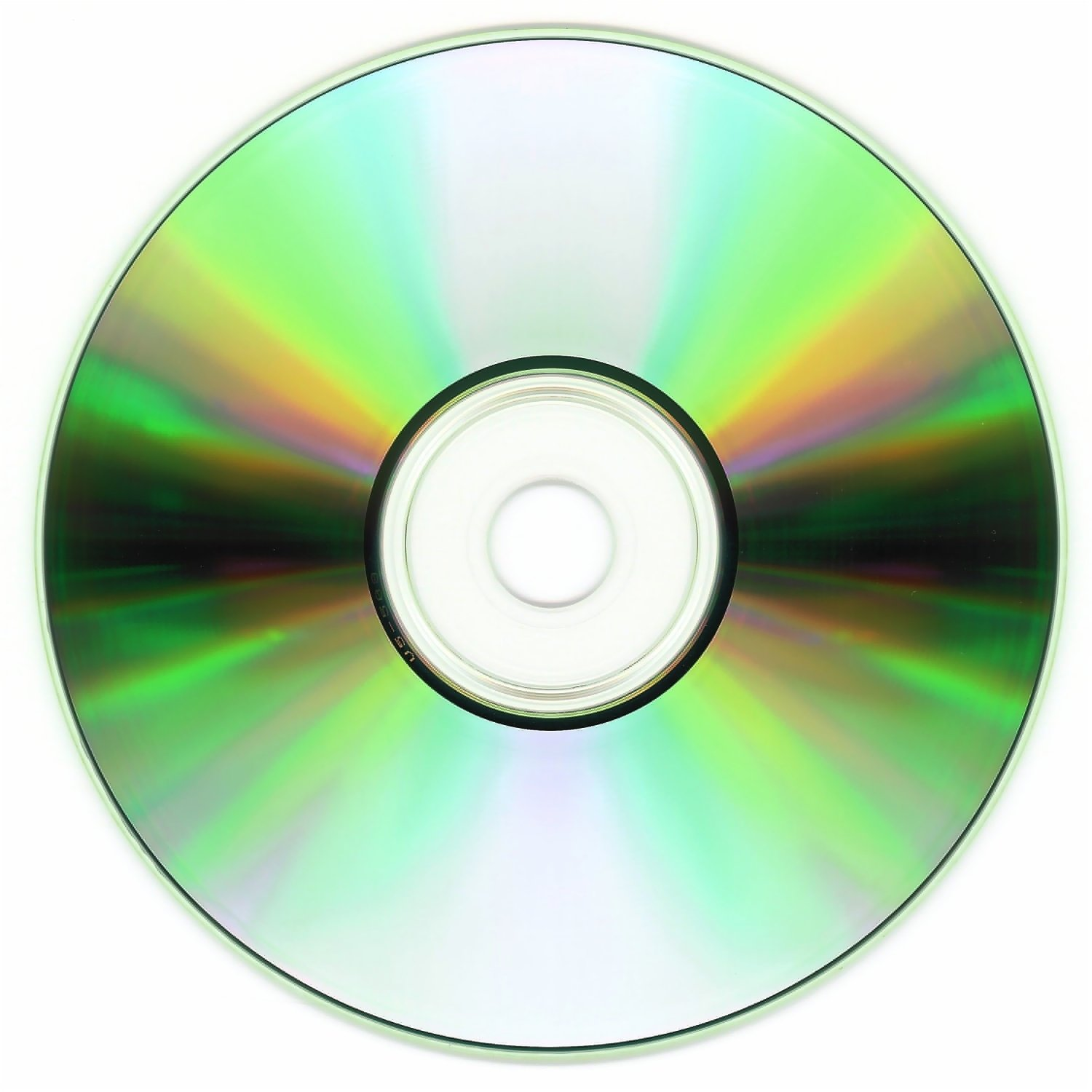
Imatge sobre un Compact Disc de Sony.

Mentrestant, Philips va desenvolupar una tecnologia bastant diferent que utilitzava un raig làser per llegir les imatges d'un disc. La gran diferència amb els altres sistemes és que les imatges estaven gravades al disc de manera digital: les imatges estaven convertides en elements individuals i abstractes d'informació més que en una forma contínua o analògica. La diferència és fonamental, ja que la informació digital pot ser introduïda a un ordinador, manipulada i després, oferida de manera alterada.
El sistema del disc làser ofereix una imatge d'alta qualitat i té la possibilitat de ser visualitzada immediatament. Per altra banda, al no haver-hi contacte físic entre el làser i el disc, és considerat la manera més duradora d'emmagatzemar informació visual inventada fins ara, amb una gran garantia de vida. La tecnologia del disc làser és molt important com a emmagatzematge dels components de recuperació pels sistemes interactius. Una versió domèstica, preparada per la MCA, que va proporcionar el programa, es va treure al mercat l'any 1978, però ni aquest ni cap altre similar de la Pioneer van tenir tant èxit com per atraure al consumidor mig.
El disc làser també va engendrar el compact disc només d'àudio per a la reproducció digital del so gravat. Philips va treballar en equip amb Sony l'any 1979 i el seu producte en col·laboració va ser llençat dos anys més tard, on hi va trobar ràpidament un mercat en expansió important. Uns anys més tard, l'any 1987, Philips va anunciar el CD Vídeo, que era un disc de 8 polzades en el que un raig làser llegia el so i la imatge. Aquests discos duraven uns cinc minuts, juntament amb uns 20 minuts addicionals només de so, tot i que si aconseguien l'èxit, s'introduirien discos de durades més llargues.

## Les ambientacions i les realitats alternatives
Les ambientacions de la imatge en moviment daten de l'atracció dels Viatges de Hale de principis de segle, on l'audiència estava asseguda dins d'un vagó de ferrocarril fix simulat, i una pel·lícula amb les vistes de la locomotora era projectada a la paret. Els passatgers estaven captivats, fet que va contribuir al seu gran èxit comercial. Posteriorment s'hi van afegir refinaments com el soroll, el corrent d'aire i el balanceig del vagó. Uns anys abans, l'Exposició Universal de París de 1900 havia realitzat el Mareorama, que era una simulació on els espectadors eren col·locats al pont d'un vaixell que els passejava, via pel·lícula, pel Mediterrani.

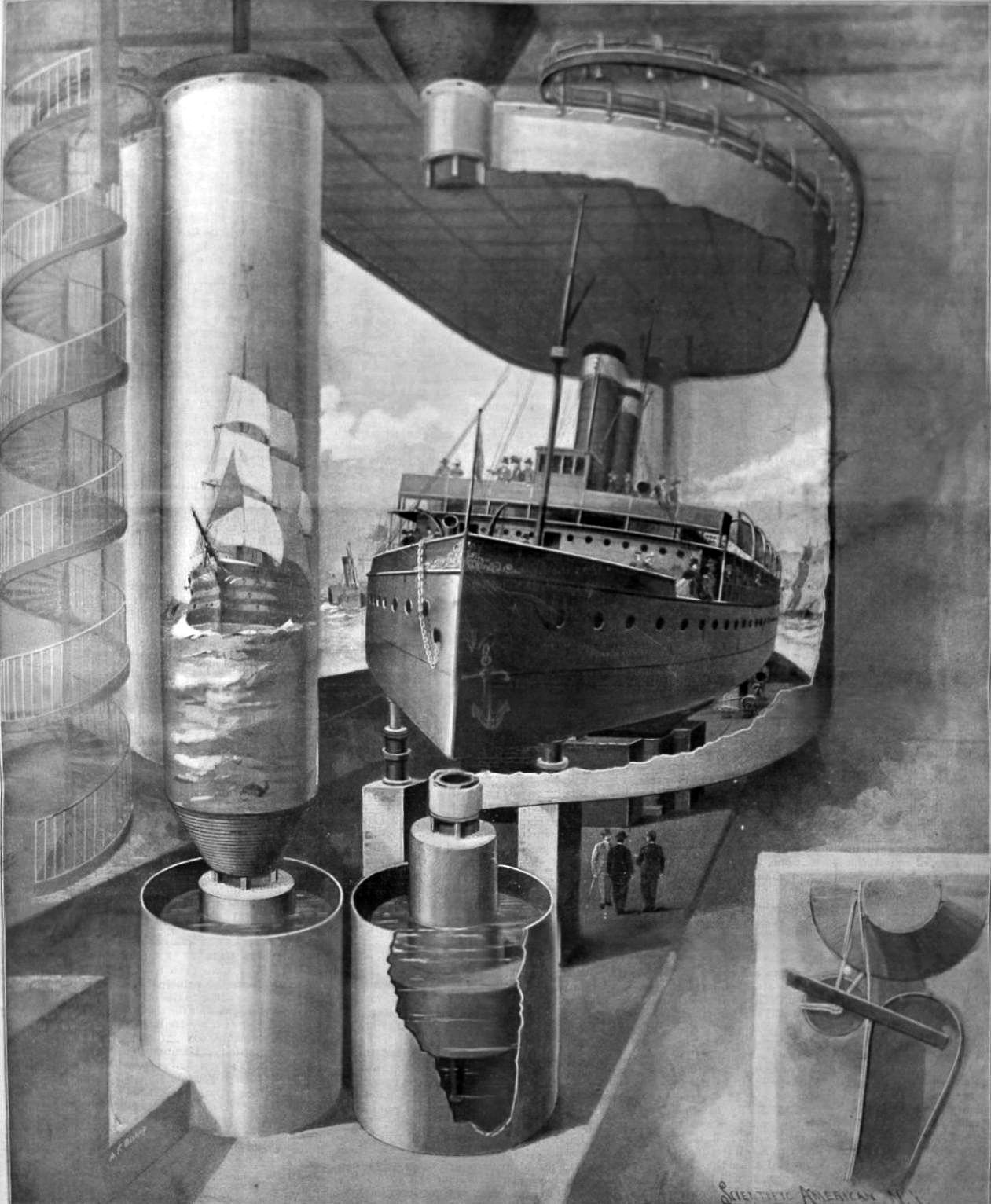
Il·lustració del Mareorama durant l'exposició de París de l'any 1900.

L'any 1939, a la fira Mundial de Nova York, els passatgers entraven en un coet que amb un ús similar de les imatges projectades, volava a Londres. A l'exposició de Brussel·les de 1958 es va construir una versió actualitzada dels Viatges de Hale. En l'actualitat, a la base de la torre CN de Toronto, un vol en coet amb imatges generades digitalment segueix entusiasmant a la gent.
La fira de Brussel·les també incloïa una atracció anomenada Polyecran, on es combinaven actuacions en directe sobre un escenari amb imatges projectades a pantalles de diferents mides i formes. L'any 1967, a Montreal, va sorgir la Laterna Magika, una nova versió d'aquesta que incorporava una possibilitat perquè el públic, prement un botó, pogués escollir quin tipus d'argument volia. Per tant, aquest últim invent, hauria de considerar-se com un dels primers sistemes veritablement interactius de la imatge en moviment. Mentrestant, les simulacions ambientals no-interactives, s'incorporaven entre les diverses distraccions de fira amb el Sensorama, on el participant s'asseia al seient d'una motocicleta i mantenia un manillar simulat, Es projectava una pel·lícula com si la motocicleta estigués precipitant-se pel carrer d'una ciutat, i l'aire i el so estaven sincronitzats.
Hi va haver simulacions molt més elaborades per entrenar als pilots i a principis dels anys vuitanta, els treballadors de la MIT van crear una simulació hologràfica d'una petita secció d'un bosc, que responia al moviment del participant. El més interessant de la simulació digital fins a la data és el que s'ha inventat als laboratoris d'investigació de la NASA: van desenvolupar robots controlats que funcionaven fora de les estacions espacials basats en uns casos lleugers, i dins dels quals hi havia dues pantalles LCD unides a una càmera de control remot o a un ordinador de producció d'imatges.